# Dompol
Dompol is een bestuurslaag in het regentschap Klaten van de provincie Midden-Java, Indonesië. Dompol telt 2079 inwoners (volkstelling 2010).